# Міські округи Південно-Африканської Республіки
Міські округи Південно-Африканської Республіки (англ. Metropolitan municipality), або «Муніципалітети категорії A» — це округи Південно-Африканської Республіки, уряди яких управляють великими містами з прилеглими територіями, або цілими конурбаціями. Відповідно до Конституції ПАР, міські округи створюються рішенням уряду провінції.

## Список міських округів ПАР
На сьогодні в ПАР є 8 міських округів:
- Кейптаун
- Екурхулені
- Етеквіні
- Йоганнесбург
- Бухта Нельсона Мандели
- Чване
- Баффало
- Мангаунг